# كين باركر
كين باركر (بالإنجليزية: Ken Parker)‏ هو فنان جامايكي، ولد في 1948.

## وصلات خارجية
- كين باركر على موقع ميوزك برينز (الإنجليزية)
- كين باركر على موقع ديسكوغز (الإنجليزية)